# Hermann Mandler
Hermann Mandler (* 31. März 1956) ist ein ehemaliger österreichischer Radrennfahrer und nationaler Meister im Radsport.

## Sportliche Laufbahn
Mandler war Spezialist für Querfeldeinrennen (heutige Bezeichnung Cyclosport). 1984 gewann er seinen ersten nationalen Titel in dieser Disziplin vor Reinhard Waltenberger. 1985 und 1990 gewann er den Titel erneut. Vize-Meister wurde er 1981 bis 1983 jeweils hinter Waltenberger. Mehrfach startete er bei den UCI-Cyclocross-Weltmeisterschaften. Der 37. Platz 1985 war dabei sein bestes Ergebnis.
Im Straßenradsport wurde er 1983 45. der Österreich-Rundfahrt und Zweiter im Großen Preis von Judendorf 1986.